# Interscience
Interscience war ein US-amerikanischer Wissenschaftsverlag, der 1961 von John Wiley & Sons übernommen wurde (danach war es ein Imprint von Wiley).

## Geschichte
Interscience wurde 1940 in New York von europäischen Emigranten gegründet: der jüdische Chemiker Eric Proskauer (Erich Simon Proskauer 1903–1991), der vorher bei der Akademischen Verlagsgesellschaft in Leipzig gewesen war, und der niederländische Buchhändler Maurits Dekker. Proskauer war eher der introvertierte Gelehrte, Dekker der extrovertierte Geschäftsmann.
Aktien der jungen Firma hielten einige Chemiker und andere Wissenschaftler mit europäischem Ursprung (wie Piet Kolthoff und der Physiologe Maurice B. Visscher (1901–1983), beides ursprünglich Niederländer und Professoren an der University of Minnesota, der Chemiker und Vitaminforscher Hans Reinhard Rosenberg (1912–1979), alle auch Autoren des Verlags) und ein erster Erfolg war die Veröffentlichung der Reihe High Polymers von Herman Mark. 1941 wurde die Zeitschrift Advances in Enzymology bei Interscience gegründet dem bald weitere Zeitschriften folgten in Chemie und Medizin.
Während des Krieges konnten sie deutsche wissenschaftlicher Bücher und Autoren, deren Copyright enteignet worden war, veröffentlichen zu günstigen Preisen, ermöglicht durch Photokopie-Offset-Druck die die Druckerei Edwards Brothers in Ann Arbor zur Verfügung stellen konnte. Darunter waren die Methoden der mathematische Physik von Richard Courant und David Hilbert und die Vorlesungen über Funktionentheorie von Adolf Hurwitz und die Organischen Präparationen von Conrad Weygand.
Konkurrenz bekamen sie durch weitere Emigranten, darunter Walter Jolowicz (in den USA Walter Johnson), der Sohn des Gründers der Akademischen Verlagsgesellschaft Leo Jolowicz († 1941 in Haft), und sein Schwager Kurt Jacoby. Jacoby verhandelte mit den Interscience-Gründern über einen Eintritt in den Verlag, gründete dann aber mit seinem Schwager Johnson Academic Press.
Nach dem Krieg übernahm der Chemiker Arnold Weissberger (1898–1984), der bei Eastman Kodak beschäftigt war und in Deutschland ausgebildet worden war, die Herausgabe chemischer Zeitschriften bei Interscience. 1945 erschien in Zusammenarbeit mit Herman F. Mark das Polymer Bulletin, aus dem 1946 das Journal of Polymer Science wurde. Man überlegte die Enzyklopädie der Technischen Chemie von Fritz Ullmann in englischer Ausgabe zu veröffentlichen, nach Beratschlagung mit seinem Chef am Brooklyn Polytechnic Raymond Eller Kirk empfahl Mark aber 1944 eine eigene Enzyklopädie unter US-amerikanischer Herausgabe zu starten. Sie erschien 1947 bis 1956 (Mitherausgeber war Donald F. Othmer). 1964 bis 1971 folgte die Encyclopedia of Polymer Science and Technology.
In der Mathematik entstand eine Zusammenarbeit mit Richard Courant und seinem Courant Institute. Eine englische Übersetzung des Courant-Hilbert-Lehrbuchs erschien (1953, 1962) – nachdem man für die deutsche Ausgabe noch die Copyright Enteignung ausgenutzt hatte, obwohl Courant auch Emigrant war – und die Zeitschrift Communications on Pure and Applied Mathematics und die Monographienreihe Monographs in Pure and Applied Mathematics (mit dem ersten Band Supersonic flows and shock waves von Courant und Kurt Friedrichs).
Sie gingen Kooperationen für den US-Vertrieb für North Holland und Elsevier ein und arbeiteten mit Oliver & Boyd in Edinburgh und Blackie & Sons in Glasgow bei mathematischen Werken zusammen.
Die Übernahme brachten die Erfahrungen der Interscience-Gründer zu wissenschaftlichen Publikationen in europäischer Tradition bei Wiley ein.